# Беліна (село)
Беліна (словац. Belina) — село, громада округу Лученець, Банськобистрицький край, центральна Словаччина, регіон Новоград. Кадастрова площа громади — 6,48 км².
Населення 619 осіб (станом на 31 грудня 2024 року).

## Історія
Беліна згадується в 1240 році.

## Населення
| Рік:            | 1994. | 2004.   | 2014.   | 2024.   |
| --------------- | ----- | ------- | ------- | ------- |
| Кількість осіб: | 585   | 618     | 633     | 619     |
| Різниця:        |       | +5,64 % | +2,42 % | -2,21 % |

| Рік:            | 2023. | 2024.   |
| --------------- | ----- | ------- |
| Кількість осіб: | 616   | 619     |
| Різниця:        |       | +0,48 % |